# Джоффрі Се
Джоффрі Се (10 листопада 1990) — китайський плавець. Учасник літніх Олімпійських ігор 2016 за збірну Гонконгу, де в попередніх запливах на дистанції 50 метрів вільним стилем посів 32-ге місце і не потрапив до півфіналів.